# Козик, Эдуард Сергеевич
Эдуа́рд Серге́евич Ко́зик (укр. Едуард Сергійович Козік; род. 19 апреля 2003, Грудки, Волынская область) — украинский футболист, защитник донецкого «Шахтёра», выступающий на правах аренды за ковалёвский «Колос».

## Клубная карьера
Родился в селе Грудки Волынской области. Футболом начал заниматься в соседнем «ВИК-Волыне» (Владимир), а затем перебрался в академию «Шахтёра», в футболке которых играл в ДЮФЛУ.
Выступал за юношескую и молодежную команду «горняков». В Юношеской лиге УЕФА дебютировал 18 сентября 2019 года в проигранном (1:3) домашнем поединке 1-го тура группового этапа против «Манчестер Сити». Эдуард вышел на поле в стартовом составе и отыграл весь матч, а на 26-й минуте отличился автоголом. В общей сложности в Юношеской лиге УЕФА провел 12 поединков. В январе 2022 отправился на просмотр в «Мариуполь», по результатам которого 23 февраля 2023 заключил арендный договор с «моряками». Однако из-за полномасштабного российского вторжения в Украину так и не успел сыграть ни одного официального матча за «Мариуполь».
В футболке первой команды «Шахтёра» дебютировал 26 июля 2022 в проигранном (1:3) выездном товарищеском поединке против амстердамского «Аякса». Эдуард вышел на поле в стартовом составе, а на 63-й минуте его заменил Роман Савченко. Впервые до заявки «Шахтёра» на Лигу чемпионов УЕФА 6 сентября 2022 года, в победном (4:1) выездном поединке 1-го тура против «РБ Лейпциг». Козик просидел все 90 минут на скамейке запасных.
В футболке первой команды «горняков» дебютировал 5 ноября 2022 в победном (3:0) домашнем поединке 11-го тура Премьер-лиги Украины против петровского «Ингульца». Эдуард вышел на поле на 82-й минуте вместо Валерия Бондаря.

## Карьера в сборной
Выступал за юношеские сборные Украины разных возрастов.

## Достижения
«Шахтёр» Донецк
- Чемпион Украины (2): 2022/23, 2023/24
- Обладатель Кубка Украины: 2023/24